# San Mauro Pascoli
San Mauro Pascoli, San Mevar en dialecte romagnol, est une commune italienne de la province de Forlì-Cesena, dans la région Émilie-Romagne.

## Origine du nom
San Mauro Pascoli jusqu'à fin 1932 s'appelait San Mauro di Romagna, le changement de nom est devenu en honneur au poète Giovanni Pascoli, né dans le centre du pays, dans la maison de sa mère, Caterina Vincenzi Alloccatelli, en 1855, quand San Mauro appartenait encore à la légation apostolique de  Forlì.

## Géographie
Le centre du pays se trouve entre la route S9 via Emilia et l'autoroute italienne A14 à environ 7,5 km de la mer Adriatique à mi-chemin de la côte et des premières collines des Apennins. Avec ses 21 m au-dessus du niveau de la mer, le territoire de la commune se trouve entièrement en plaine et délimité par la commune de Savignano sul Rubicone ainsi que par le lit des fleuves Rubicon et Uso, sur lequel se trouve le petit lac Pascoli.
La hauteur la plus proche est celle de Torriana.
La fraction de San Mauro Mare, est un centre balnéaire de la riviera romagnole, traversé par la ligne de chemin de fer qui relie Rimini et Ravenne.

## Histoire
Le pays apparait sur un document daté de 1191 sous le nom de Fundum Sancti Mauri.
En 1247, le château de San Mauro et de Giovedìa passèrent en dote aux Malatesta de Rimini. Sur les documents de l'époque, les deux pays sont cités comme résidences fortifiées et comme villages ruraux. A XVe siècle, San Mauro obtient de la part des Malatesta le statut de commune.
Le pape Paul II le concéda en fief à la famille Zampeschi, puis à d'autres familles jusqu'en 1590 où il passa dans les domaines de la Chambre apostolique. À la fin du XVIIe siècle, fut rallié à Savignano et au XVIIIe siècle, y fut territoire agricole de la famille Torlonia.
La commune devint autonome en 1827 et en 1932 prend son nom actuel en honneur au poète Giovanni Pascoli. Elle fut complètement détruite durant la Seconde Guerre mondiale.

## Administration

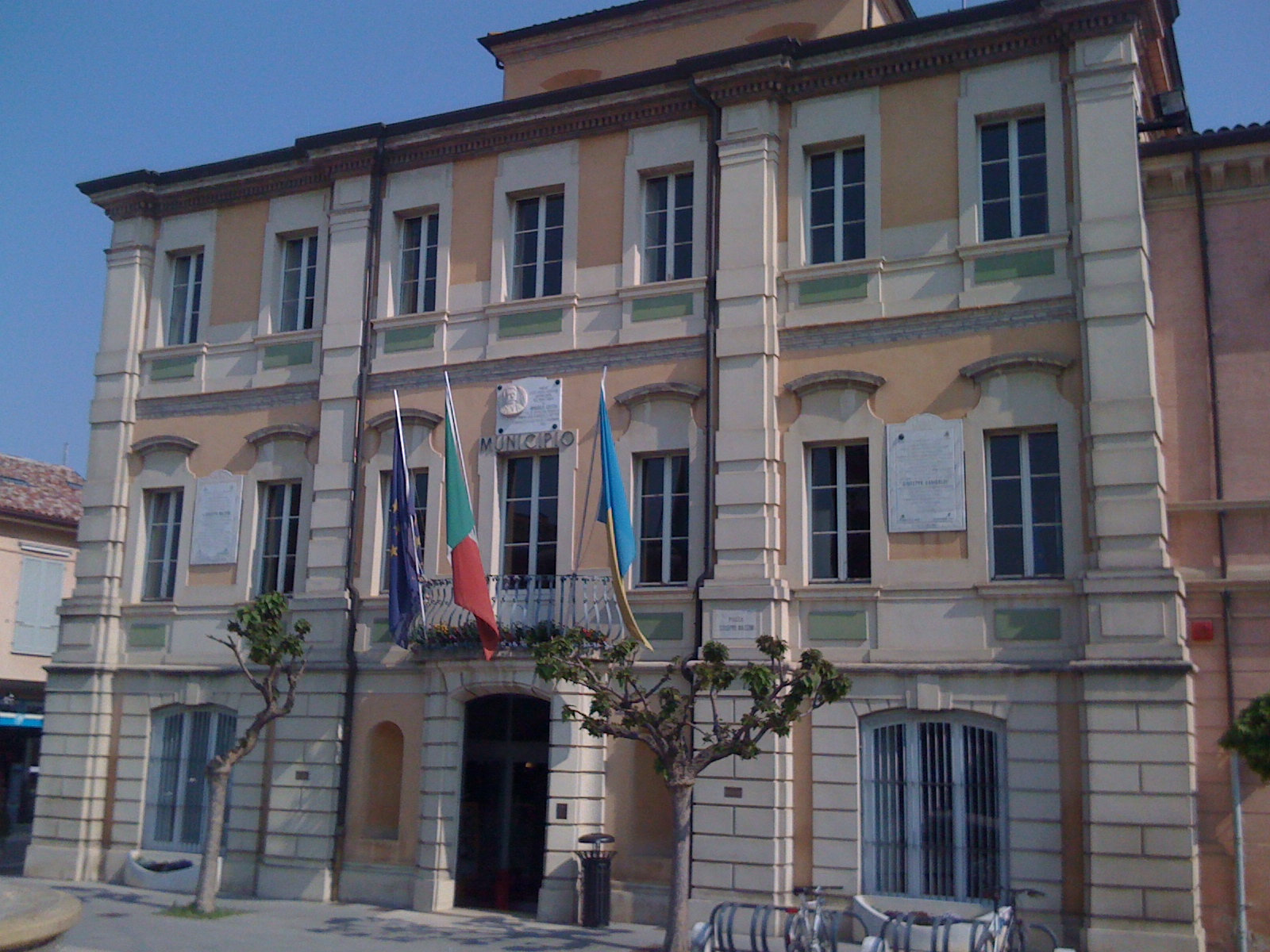
Facciata del municipio di San Mauro Pascoli

| Période                                  | Période  | Identité        | Étiquette     | Qualité |
| ---------------------------------------- | -------- | --------------- | ------------- | ------- |
| 08/06/2009                               | En cours | Gianfranco Gori | Liste civique |         |
| Les données manquantes sont à compléter. |          |                 |               |         |

### Hameaux
San Mauro Mare

### Communes limitrophes
Bellaria-Igea Marina, Rimini, Santarcangelo di Romagna, Savignano sul Rubicone

## Population

### Évolution de la population en janvier de chaque année
| 1861  | 1901  | 1921  | 1951  | 1961  | 1971  | 1981  | 1991  | 2001  |
| ----- | ----- | ----- | ----- | ----- | ----- | ----- | ----- | ----- |
| 2 170 | 2 866 | 3 264 | 3 890 | 4 572 | 5 867 | 7 185 | 7 986 | 9 435 |

| 2012   | - | - | - | - | - | - | - | - |
| ------ | - | - | - | - | - | - | - | - |
| 11 463 | - | - | - | - | - | - | - | - |

### Ethnies et minorités étrangères
À la fin de 2010, la commune comptait 1 355 habitants d'origine étrangère :
- 147 habitants provenant de Union européenne ;
- 683 habitants provenant de hors Union européenne ;
- 194 habitants provenant d'Asie ;
- 311 habitants provenant d'Afrique ;
- 20 habitants provenant d'Amérique.

## Monuments et lieux d'intérêt

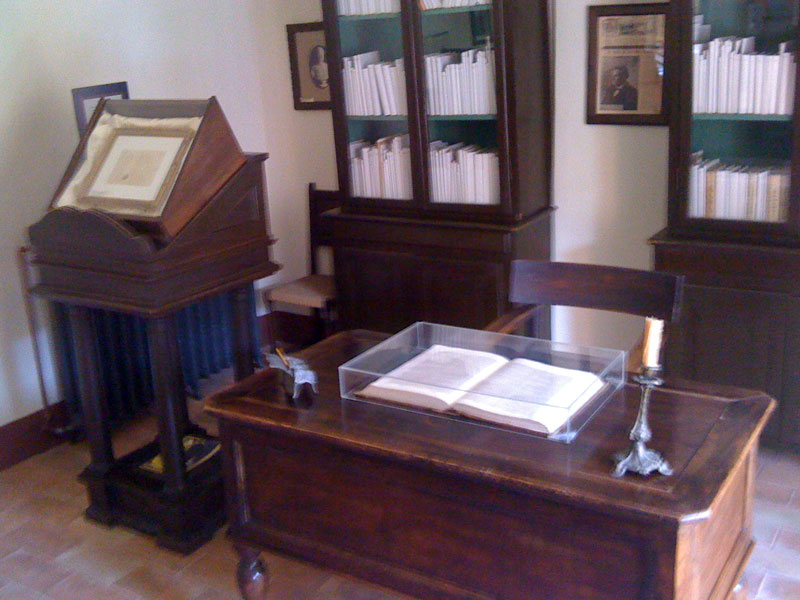
Studio Pascoli
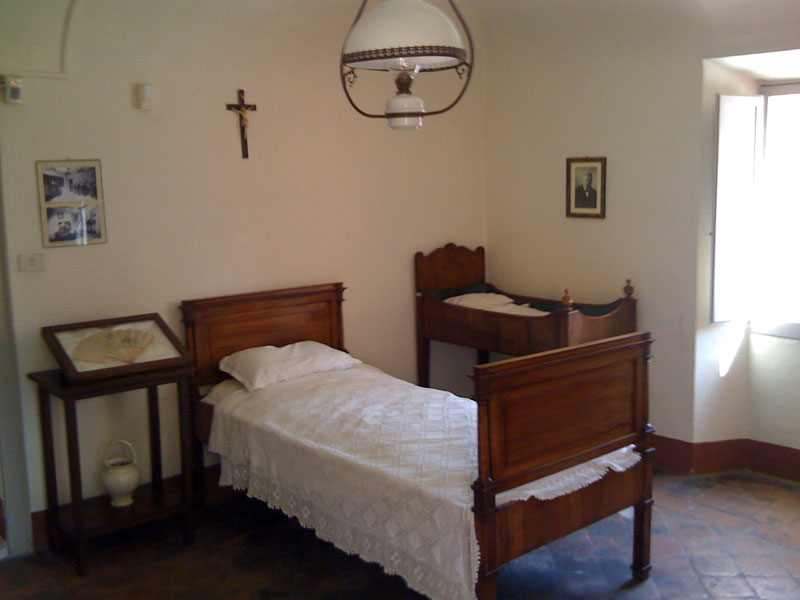
Chambre à coucher de Pascoli
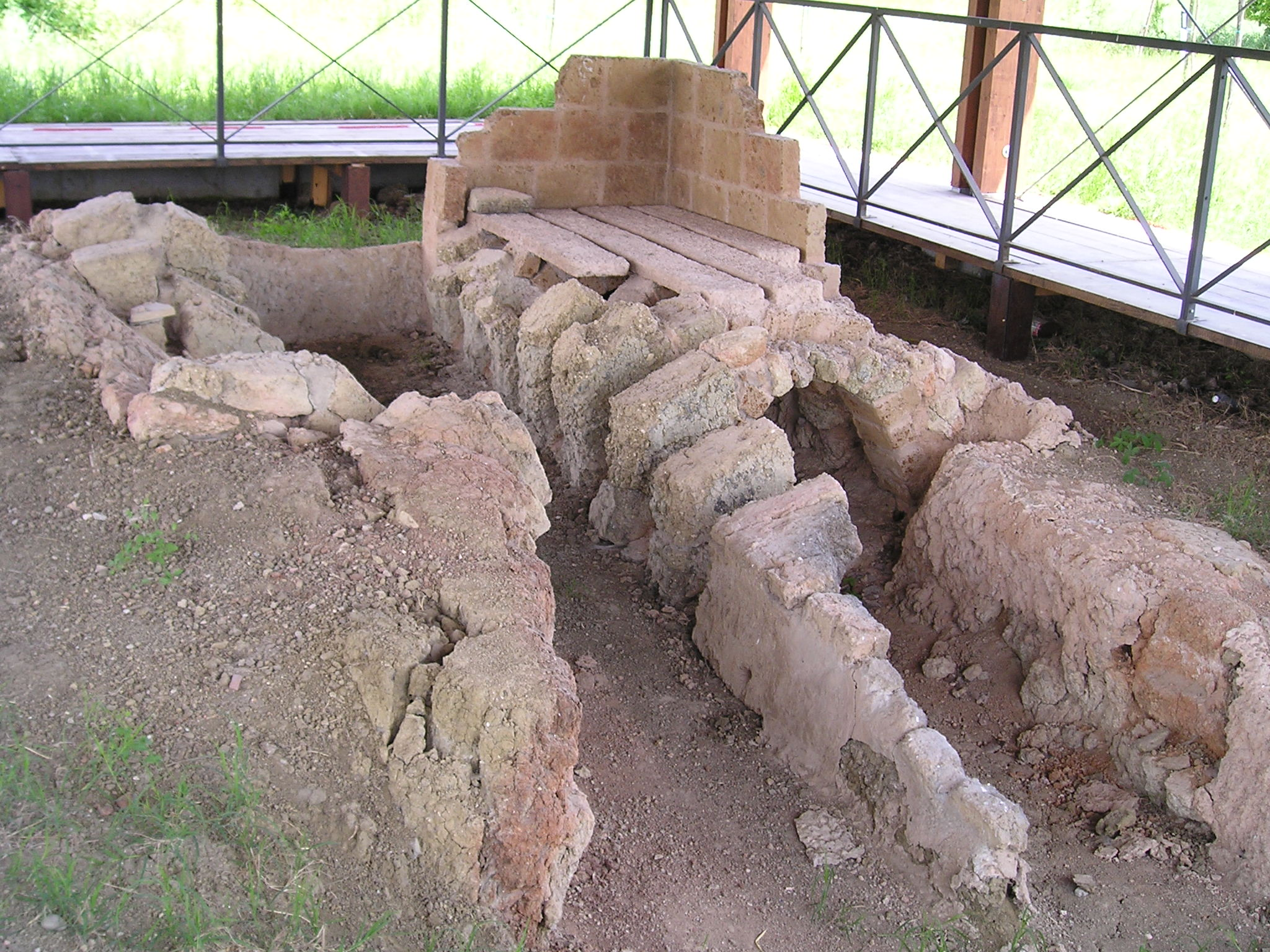
le four romain

- la Casa Pascoli : la maison où le poète Giovanni Pascoli naquît le 31 décembre 1855 et qui héberge aujourd'hui le "Musée Casa Pascoli", en piazza Mazzini.
- le Mausolée de la famille Pascoli, dans le cimetière du pays ;
- la Torre ou "Torre di Giovedìa", comprenant une tour, une villa de 1780 et une chapelle ;
- la Fornaci Romane, four romain découvert pendant le creusement du canal Émilien Romagnol, utilisé pour la cuisson des briques en terre cuite.
- la Cappella della Madonna dell'Acqua, chapelle construite en 1616 pour le vicaire de Rimini.
- l'ex Oratorio San Sebastiano du milieu du XVIIIe siècle se trouve au centre du pays, en face du Palais Municipal.

## Évènements et fêtes

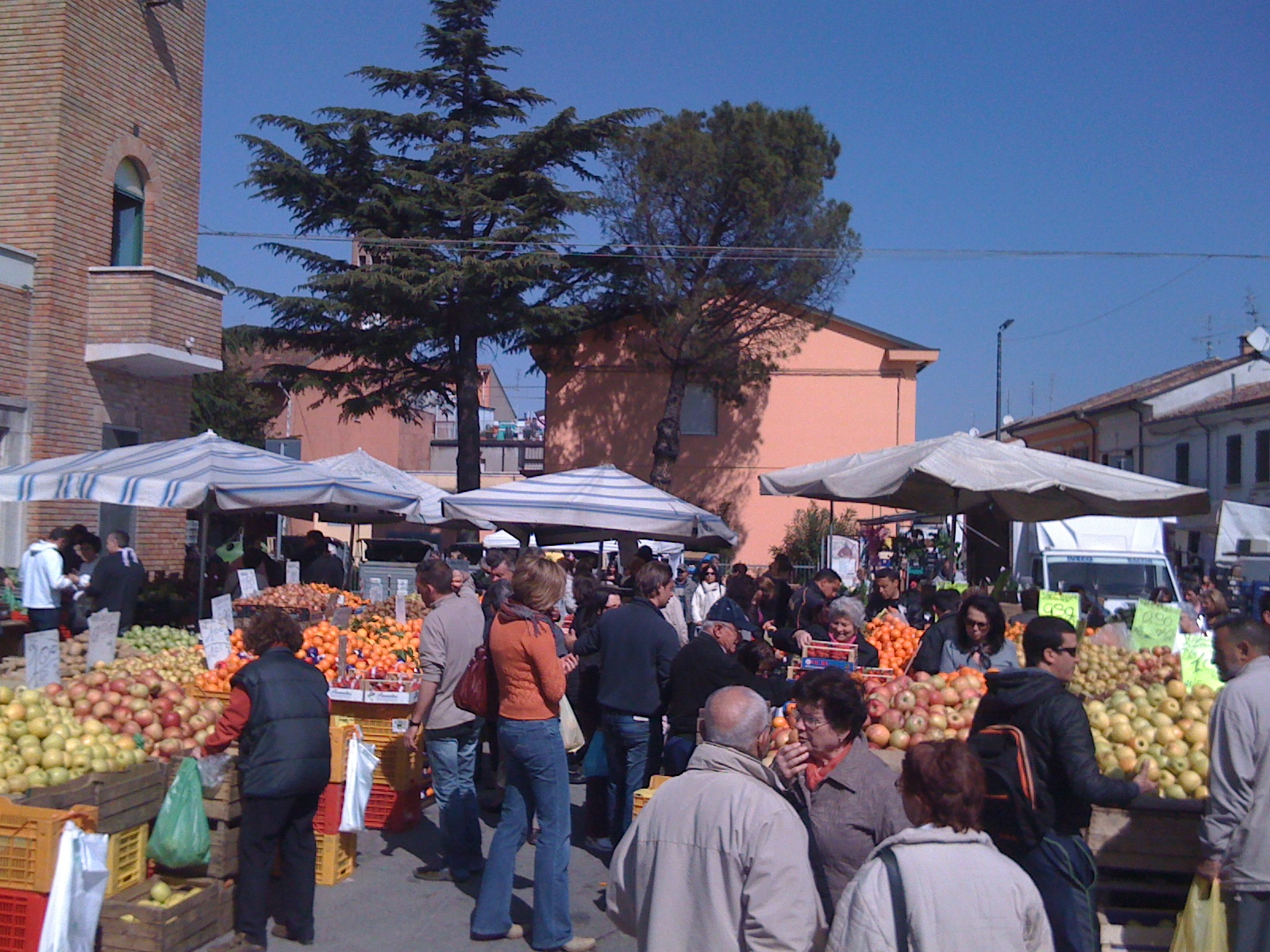
Marché à San Mauro Pascoli

- la Festa di San Cono le premier dimanche de juin ;
- la Fiera dei faroccoli, foire gastronomique et attractions diverses la semaine avant Pâques ;
- la Festa di Carnevale, fête de carnaval ;
- la Festa de bagòin, la fête du cochon en fin de la seconde ou troisième semaine de janvier ;
- Sammaurock, concert musical.
- la Festa della conchiglia, fête du coquillage la première fin de semaine de juillet à San Mauro Mare.
- la Festa della Madonna dell'Alberazzo, le dimanche après Pâques.
- la Festa d'autunno, fête d'automne la nuit du 31 octobre, destinée aux enfants pour Halloween.
- le Rally di San Crispino entre avril et mai de chaque année.
- le Palio del ciabattino, compétition sportive et jeux les troisièmes samedi et dimanche de septembre.
- l' Exposition de machines agricoles d'époque, le dimanche le plus près du 29 juin.
- le marché hebdomadaire le samedi

## Personnalités liées à la commune
- Giovanni Pascoli – poète italien (1855 - 1912)
- Maria Pascoli – écrivaine italienne (1865 - 1953)
- Agostino Antonio Giorgi – orientaliste et bibliothécaire (1711 - 1797)
- Marco Battista Battaglini – antiquaire et prêtre (1645 - 1717)
- Eugenio Baldinini  - ex garibaldien (participa à la Troisième guerre d'indépendance italienne) 1846 – 1927.
- Antonio Gridelli - ex footballeur (1936 - 2006)
- Filiberto Ricci – entrepreneur et homme d'affaires  (1921 - 1964)
- Giuseppe Zanotti - designer
- Ferdinando Fabbri - ex président de la Province de Rimini
- Gino Stacchini -  ex footballeur de la Juventus et de Cesena
- Maurizio Gridelli - ex footballeur à Bari, Taranto et Reggina
- Mirco Paganelli - ex footballeur à Turin, Pistoia et Ferrare

## Économie
La commune fait partie du pôle industriel de la chaussure avec la présence de centre directionnel et productif de diverses marques importantes. Les fabriques occupent une place importante dans la région et le pays compte plusieurs entreprises artisanales à caractère familiale pour la fabrication d'éléments de chaussure.

## Infrastructure et transports
San Mauro Pascoli est traversé par l'autoroute italienne A14 accessible par la station de Rimini Nord (6,5 km) et Cesena (20 km). Relié également à la route nationale S9 Via Emilia, à la route SS16 Adriatica et la route provinciale S10.

### Distance des principales villes italiennes
- Bologne = 108 km
- Turin = 441 km
- Milan = 321 km
- Rome = 353 km
- Naples = 527 km
- Bari = 572 km

### Chemin de fer
La gare la plus proche est celle de Savignano sul Rubicone (2 km) sur la ligne ferroviaire Bologne à Rimini. La fraction de San Mauro Mare, est traversée par la ligne Rimini à Ravenne. La gare la plus proche est celle de Bellaria-Igea Marina (2 km) et Gatteo a Mare (2,5 km).

### Aéroports
- Aéroport de Forlì "Luigi Ridolfi" (35 km)
- Aéroport Federico Fellini, aéroport international Miramare de Rimini  (23 km)
- Aéroport de Bologne-Borgo Panigale  ("Guglielmo Marconi") (118 km)

### Transport public
San Mauro Pascoli est desservi par les transports publics de l'AVM "Area Vasta Mobilità".

### Jumelage
- Moena (Italie)
- Teggiano (Italie)
- Naumburg (Allemagne)
- Pinsk (Biélorussie)
- Cluj-Napoca (Roumanie)

## Galerie photos

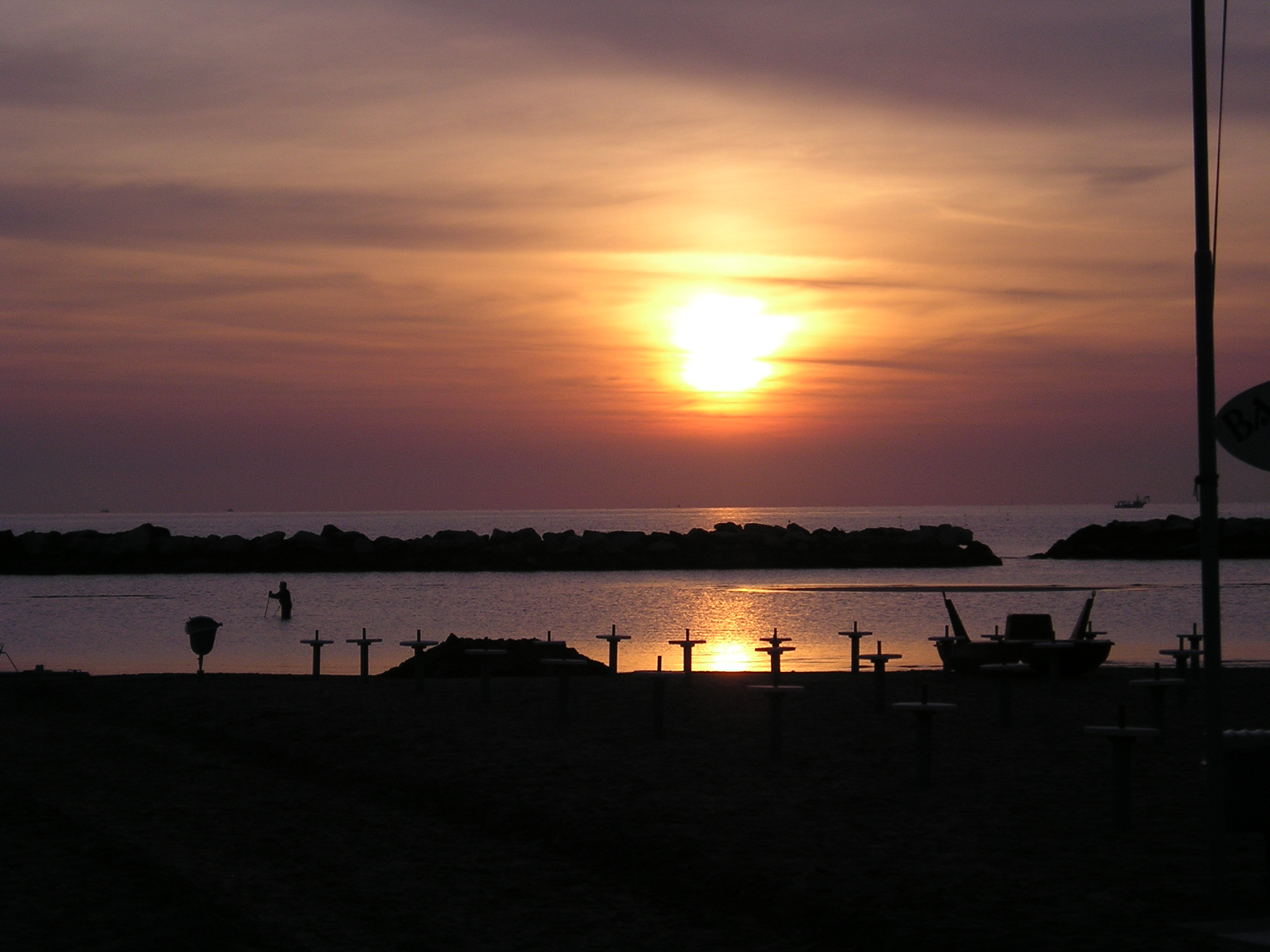
Lever du soleil sur San Mauro Mare

## Sources
- (it) Cet article est partiellement ou en totalité issu de l’article de Wikipédia en italien intitulé « San Mauro Pascoli » (voir la liste des auteurs) le 04/06/2012.

## Note
1. ↑  (it) Popolazione residente e bilancio demografico sur le site de l'ISTAT.